# Юстингер, Конрад

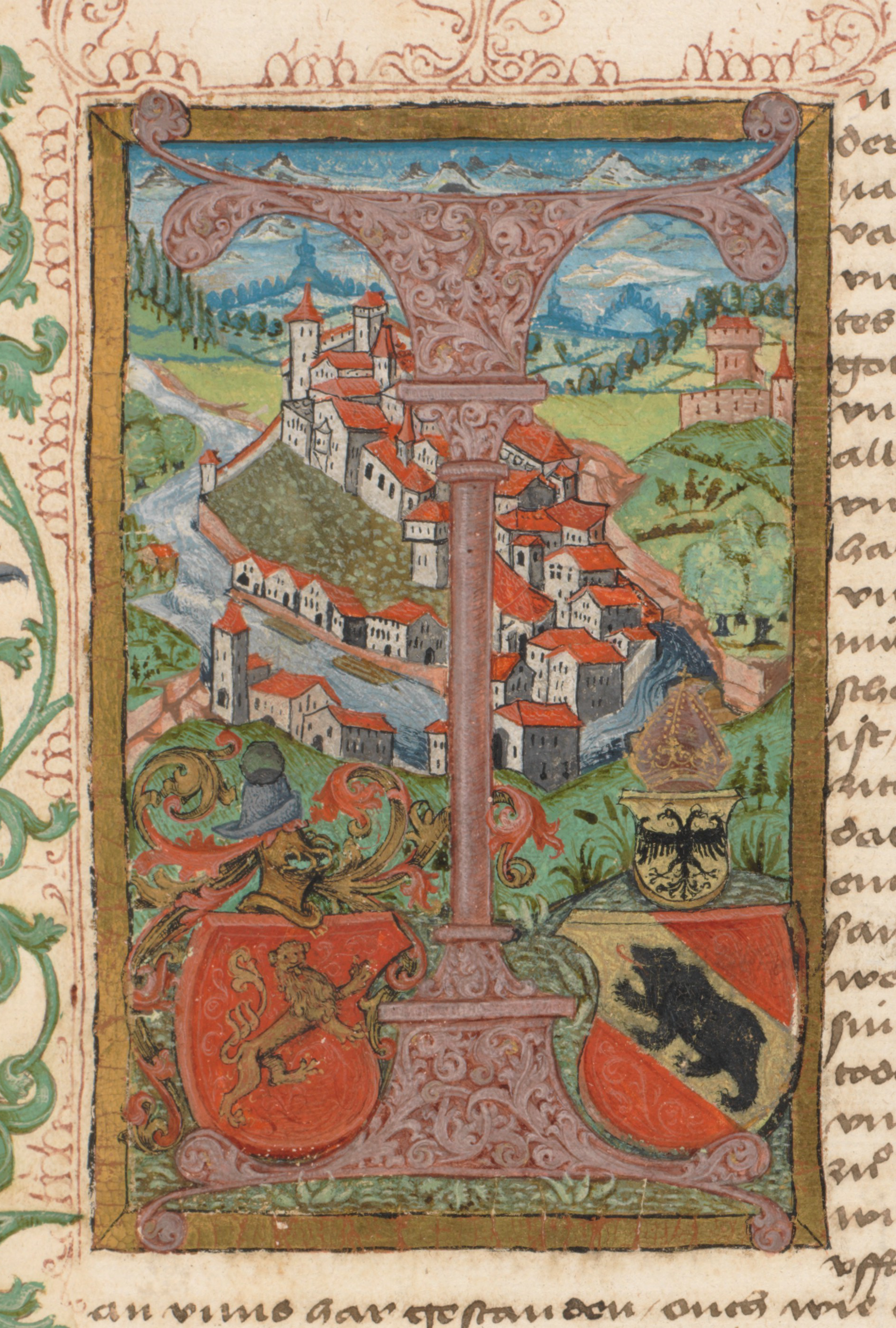
Город Берн в XV веке. Миниатюра рукописи «Шпицской хроники» Диболда Шиллинга Старшего

Конрад Юстингер (нем. Konrad Justinger; до 1370, Ротвайль — апрель 1438, Цюрих) — швейцарский хронист, городской писарь, нотариус и летописец города Берна. Предполагаемый автор «Бернской хроники» (нем. Bernese Chronicle).

## Биография
Родился около 1370 года в Ротвайле (Баден-Вюртемберг), в семье бюргера. Предки его были известны в Ротвайле, как минимум, с 1300 года. Между 1384 и 1390 годами учился в Страсбурге (Нижний Рейн) у местного хрониста Якоба Твингера фон Кёнигсхофена, автора «Всемирной хроники», переписав в 1388 году его учебник по хронологии (лат. Computus novus chirometralis). Другие данные об образовании отсутствуют, но он несомненно владел латынью, а также, возможно, изучал риторику и диалектику. 
В 1390 году он осел в Берне вместе со своим братом Вернером, занимавшим там в 1384—1393 и 1411—1416 годах должность городского писаря. Устроившись, подобно брату, на службу в бернскую ратушу, он в 1391 году получил гражданские права, сделавшись затем городским нотариусом и магистратом. В 1400 году упоминается в местных документах как писарь городской ратуши, а в 1406—1407 годах — как нотариус, оформлявший разрешения на застройку. 21 января 1420 года, по инициативе мэра Рудольфа Хофмейстера, он был официально назначен городским хронистом, поклявшись перед образом Св. Винсента написать историю Берна.
Женившись между 1426 и 1430 годами на Анне Вирц, в 1432 году переехал вместе с ней в её родной город Цюрих, где и умер в апреле 1438 года, вероятно, не оставив потомства.

## Сочинения
Основным историческим трудом Юстингера является «Бернская хроника» (нем. Cronicka der Stadt Bern, или нем. Bernese Chronicle), составленная около 1430 года на средневерхненемецком языке по распоряжению местных городских властей и охватывающая историю города со времени основания его в 1191 году до 1421 года. На основе неё, предположительно самим Юстингером, или его анонимным продолжателем, составлена была «Малая Бернская хроника» (нем. Kleine Berner Chronik), или «Анонимная городская хроника» (нем. Anonyme Stadtchronik), доведённая до 1424 года и сохранившаяся в 11 рукописях XV—XIX веков.
Основными источниками Юстингеру, помимо хроники вышеназванного Якоба Твингера, вероятно, послужили краткая «Бернская хроника» (лат. Chronica de Berno), которая с 1309 года велась на основании записей в анниверсарии местного собора, материалы городского архива, три народные исторические песни, посвящённые событиям 1275, 1367 и 1375 годов, а также устные предания вроде рассказа об исторической битве при Лаупене (лат. Narratio conflictus apud Laupen) 1339 года, автором которого предположительно являлся брат Тевтонского ордена из Берна. Возможно, им использовались также местные городские хроники Страсбурга, Базеля, Цюриха и Констанца.
Хроника Юстингера содержит немало хронологических ошибок, но отличается живым повествованием и простым, но выразительным языком. Она легла в основу местной городской историографии и была, в частности, использована Диболдом Шиллингом Старшим, Бенедиктом Чахтланом, Генрихом Диттлингером и др. хронистами и историками XV—XVI веков.
Оригинальная рукопись бернской хроники Юстингера, которая, возможно, была иллюминирована, утеряна была ещё в старину, за исключением предполагаемого пергаментного фрагмента из городской библиотеки Берна (MSS H.H. X.69). Историческое сочинение его сохранилось полностью лишь в пяти поздних списках второй половины XV—XVII веков из Центральной библиотеки Цюриха, библиотеки Йенского университета и др. собраний, а в сокращённом варианте — в четырёх бумажных рукописях XV столетия. В более ранних копиях оно, как правило, следует сразу же после хроники Якоба Твингера и нередко рассматривается в качестве её местного дополнения.
Комментированное научное издание хроники Юстингера было выпущено в 1871 году в Берне Георгом фон Виссом под редакцией профессора теологии Готлиба Людвига Штудера. Новейшая академическая публикация готовилась историком Паскалем Ладнером из университета г. Фрибура.

## Публикации
- Conrad Justingers Berner-Chronik, von Anfang der Stadt Bern bis in das Jahr 1421. Hrsg. von E. Stierlin und J. R. Wyss. — Bern, 1819. — xvi, 404 p.
- Die Berner Chronik des Conrad Justinger. Hrsg. von Gottlieb Studer. — Bern: Verlag von K. J. Wyss, 1871. — vi, xxxvii, 499 p.